# Melania Maccaferri
Melania Maccaferri (Milano, 11 dicembre 1978) è un'attrice italiana.

## Biografia
Dopo il conseguimento della maturità classica al Liceo classico Manzoni di Milano, si iscrive all'Università di Torino nel corso di laurea DAMS; lavora per un anno all'ippodromo di San Siro, allenando i cavalli da corsa e per due anni come animatrice nei villaggi turistici. A Milano frequenta il Centro Teatro Attivo (CTA). Tra il 1996 e il 1999 studia recitazione presso lo  Studio Laboratorio dell'Attore, diretto da Raul Manso e poi approfondisce lo studio seguendo diversi seminari.
Dopo il debutto nel 1999 nella soap opera Vivere, nel 2001 entra nel cast di CentoVetrine, in cui interpreta il ruolo di Francesca Bettini; sul set conosce l'attore Clemente Pernarella con cui si sposa il 25 agosto del 2003; nel novembre del 2004 nasce la loro primogenita, Emma, nel 2009 il loro secondogenito, Giovanni e nel 2016 la loro terzogenita Eva.
Nel 2002 debutta in teatro in Salgari C.so Casale 205, diretto dal marito, al suo debutto come regista. Nel 2003 gira il cortometraggio Ancora una a cui fa seguito un altro cortometraggio dal titolo Un quarto d'ora del 2004, anno in cui gira il lungometraggio horror Il monastero, regia di Antonio Bonifacio, nelle sale nel 2008.
Nel 2006 partecipa all'episodio Conti col passato della serie televisiva Distretto di Polizia 6 e alla serie Nati ieri. Alla fine dello stesso anno lascia il cast di Centovetrine, ma resterà sul video ancora per alcuni mesi dell'anno successivo. Il 23 marzo 2007 debutta con lo spettacolo, definito musical da bar, Soul assai brillante, regia di Michele Ferrari, con musiche dei Ridillo. Nell'estate dello stesso anno porta in tournée Pene d'amore perdute di William Shakespeare, regia di Livio Galassi, con Nathalie Caldonazzo e Sergio Múñiz.

### Vita privata
Suo padre è il regista Marco Maccaferri.

## Teatro
- Salgari C.so Casale 205, regia di Clemente Pernarella (2002)
- Le nuvole di Aristofane (2006)
- Pene d'amore perdute di William Shakespeare, regia di Livio Galassi (2007)
- Soul assai brillante, regia di Michele Ferrari - Musical da bar (2007)
- The Crack Up, regia di Clemente Pernarella  (2009) - Liberamente tratto da Francis Scott Fitzgerald e Zelda Sayre

## Filmografia

### Cinema
- Ancora una, regia di Giovanni Bufalini - Cortometraggio (2003)
- Un quarto d'ora, regia di Vitaliano Crispi, Gianni Di Rienzo e Pierluca Marchisio - Cortometraggio (2004)
- Occhi verdi, regia di Clemente Pernarella - Cortometraggio (2008)
- Il monastero, regia di Antonio Bonifacio (2008)

### Televisione
- Vivere, registi vari - Soap opera (1999-2000)
- CentoVetrine, registi vari - Soap opera (2001-2007-2010)
- Distretto di Polizia 6, regia di Antonello Grimaldi - Episodio: Conti col passato - Serie TV (2006)
- Nati ieri, regia di Carmine Elia, Paolo Genovese e Luca Miniero (2006)
- Il tredicesimo apostolo 2 - Episodio: Finché morte non vi separi
- Il bosco, regia di Eros Puglielli - Serie TV (2015)
- Squadra mobile, regia di Alexis Sweet - Serie TV (2015-2017)